# 北洋涇路
北洋涇路是中華人民共和國上海市浦東新區一條南北走向道路，北起濱江大道，南至張楊路，全長1220米。道路東側為洋涇港。道路由於地處洋涇鎮路以北，所以得名北洋涇路。
道路建於1907年，由浦東塘工善後局修建。北洋涇路一開始為泥路，1909年改為片彈街路面。1951年，洋涇港開挖後得到的淤泥用於填高路面，同時道路改為煤屑路。1976年改為瀝青路面。
道路兩側原本為棚戶區，後改建為以平房為主的居民區。此外還有洋涇實驗小學新校區。